# Terheide

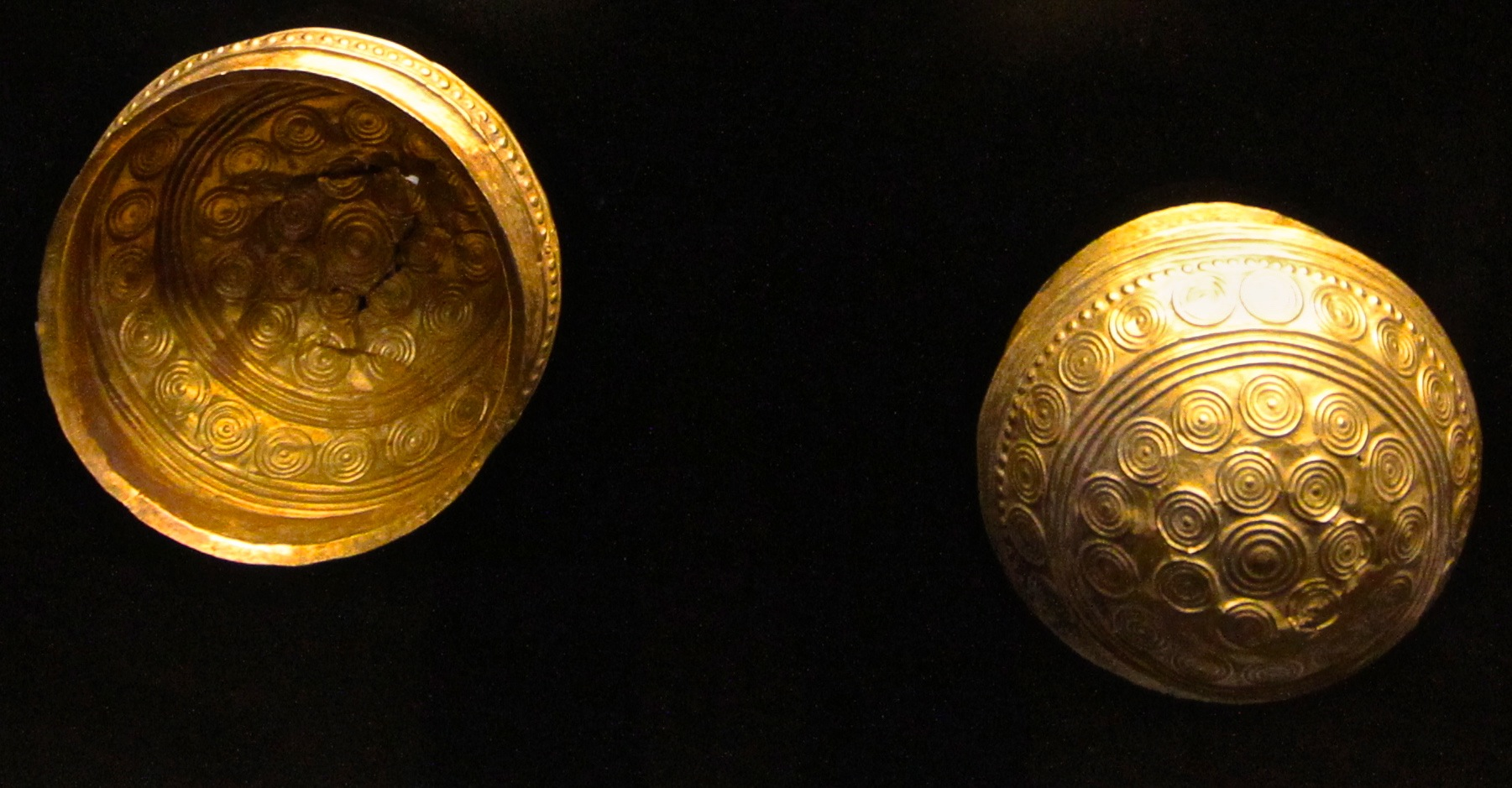
Die Goldschalen von Terheide

Terheide ist ein Wohnplatz in der Gemeinde Westerholt in der Samtgemeinde Holtriem im Landkreis Wittmund in Niedersachsen. Bekannt wurde der Ort als Fundplatz der Goldschalen von Terheide. Erstmals wird er 1521 als „vorwerck ter heyde“ und 1599 als „Heide“ bezeichnet. Die heutige Schreibweise ist seit 1670 geläufig.
Während des Mittelalters bestand in dem Ort ein Vorwerk des Klosters Meerhusen, das möglicherweise ein selbstständiges Kloster war, bevor es inkorporiert wurde. Wahrscheinlich handelt es sich um eines jener früh gegründeten Klöster an der Küste, die Cornelius Ignatius Damen in seiner Geschiedenis van de Benediktijnenkloosters in de provincie Groningen als Armutsklöster bezeichnet, die nach ihrer Gründung schnell wieder aufgegeben wurden. Für die Existenz eines eigenständigen Klosters gibt es nur indirekte Hinweise. So mussten die Bewohner der umliegenden Dörfer Westerholt, Nenndorf und Schweindorf noch nach der Säkularisation Dienste auf dem zum Hof gehörenden Flächen verrichten. Für die Klosterhypothese spricht zudem, dass das Gelände in einer Karte von David Fabricius aus dem Jahre 1589 mit einer Klostersignatur markiert. Auch weitere (nachreformatorische) Quellen sprechen von einem Kloster.